# Премія Альфреда П. Слоуна-молодшого
Пре́мія А́льфреда П. Сло́уна-моло́дшого (англ. Alfred P. Sloan Jr. Prize) — наукова нагорода у сумі US$250,000, яку присуджувала щорічно Фундація дослідження раку компанії General Motors (англ. General Motors Cancer Research Foundation) у 1979—2005 роках за видатні дослідження в галузі онкології . 15 із 37 лауреатів цієї нагороди отримали згодом Нобелівську премію з фізіології або медицини або Нобелівську премію з хімії

## Історична довідка
Нагорода отримала назву на честь Альфреда Слоуна, президента і генерального директора автомобільної корпорації General Motors у 1923—1937 роках.
У 2006 році через бюджетні обмеження Фундацією дослідження раку було проведене об'єднання трьох іменних премій: Альфреда П. Слоуна-молодшого, Чарлза Кеттерінга та  Чарлза С. Мотта, кожна з яких спочатку вартувала 250 000 доларів США, в одну премію під назвою «Премія General Motors за дослідження раку» (англ. General Motors Cancer Research Award) із загальною сумою винагороди у 250 000 доларів США. Першим і єдиним лауреатом цієї премії став у 2006 році Наполеоне Феррара. 
З 2006 року усі ці нагороди більше не присуджували.

## Лауреати премії
| Рік  | Лауреат                | Лауреат                    |
| ---- | ---------------------- | -------------------------- |
| 2005 |                        | Роджер Девід Корнберг      |
| 2004 |                        | Томас Келлі                |
| 2004 | Брюс Стілман           |                            |
| 2003 |                        | П'єр Шамбон                |
| 2003 | Рональд Марк Еванс     |                            |
| 2002 |                        | Джон Салтон                |
| 2002 | Роберт Вотерстон       |                            |
| 2001 |                        | Елізабет Блекберн          |
| 2000 |                        | Авраам Гершко              |
| 2000 | Александер Варшавський |                            |
| 1999 |                        | Роберт Родер               |
| 1999 | Роберт Цянь            |                            |
| 1998 |                        | Роберт Горвіц              |
| 1997 |                        | Пол Нерс                   |
| 1996 |                        | Марк Морріс Девіс          |
| 1996 | Так Ва Мак             |                            |
| 1995 |                        | Ед Гарлоу                  |
| 1994 |                        | Маріо Капеккі              |
| 1994 | Олівер Смітіз          |                            |
| 1993 |                        | Хідесабуро Ханафуса        |
| 1992 |                        | Крістіана Нюсляйн-Фольгард |
| 1991 |                        | Ліланд Гартвелл            |
| 1990 |                        | Марк Пташне                |
| 1989 |                        | Дональд Меткалф            |
| 1989 | Лео Сакс               |                            |
| 1988 |                        | Нісідзука Ясутомі          |
| 1987 |                        | Роберт Вайнберг            |
| 1986 |                        | Філліп Шарп                |
| 1985 |                        | Роберт Шімке               |
| 1984 |                        | Джон Майкл Бішоп           |
| 1984 | Гаролд Вармус          |                            |
| 1983 |                        | Реймонд Еріксон            |
| 1982 |                        | Стенлі Коен                |
| 1981 |                        | Сезар Мільштейн            |
| 1981 | Воллес Роу             |                            |
| 1980 |                        | Ісхак Беренблум            |
| 1979 |                        | Ґеорґ Кляйн                |